# Astrowa Ściana

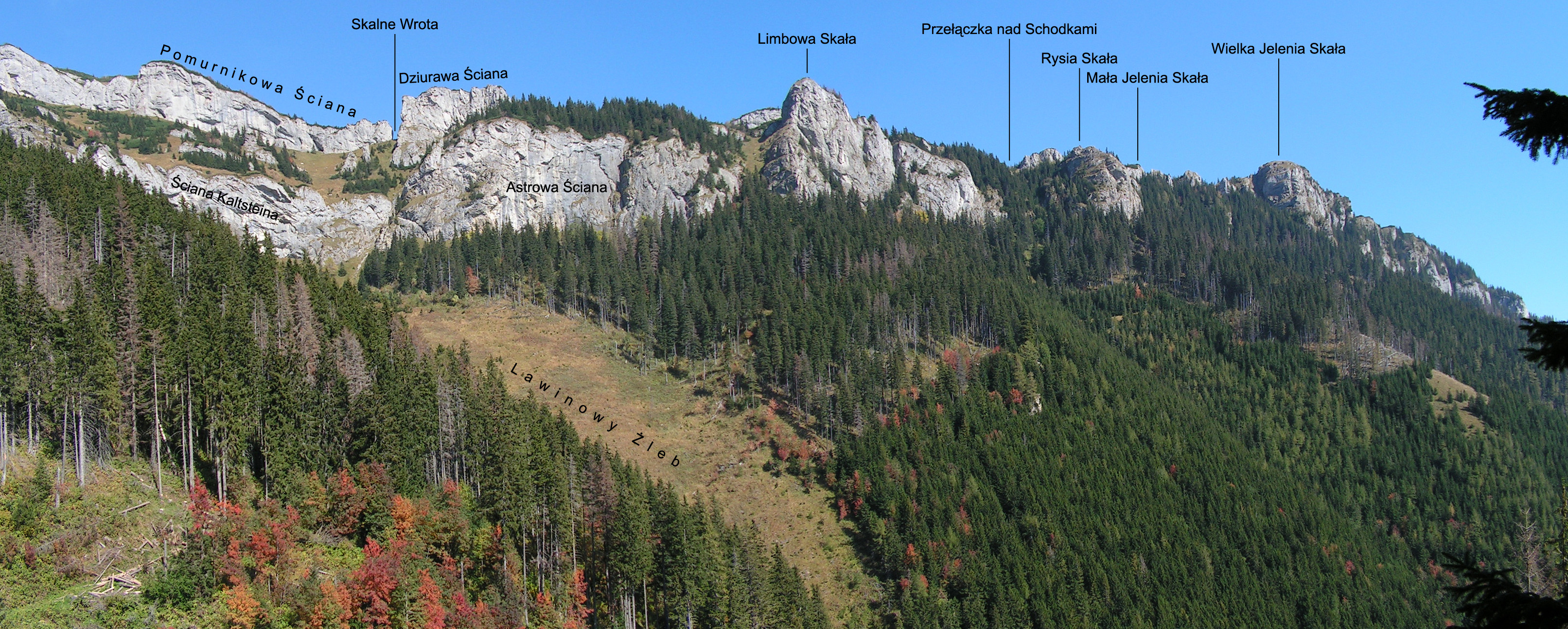
Astrowa Ściana wśród opisanych obiektów

Astrowa Ściana (niem. Aster-Wand, słow. Astrová stena, węg. Őszirózsa-fal) – ściana w Kozim Grzbiecie w słowackich Tatrach Bielskich. Znajduje się w górnej części Doliny do Siedmiu Źródeł i wznosi się na wysokość około 1560 m n.p.m. Słowacy nie wyróżniają jej jako odrębny obiekt, lecz wraz ze Ścianą Kaltsteina traktują jako długi mur skalny o nazwie Stena Kaltsteina.
Zbudowana ze skał węglanowych Astrowa Ściana znajduje się po południowo-wschodniej stronie Ściany Kaltsteina i ma wysokość około 90 m. Pomiędzy nią a Ścianą Kaltsteina jest wąska, trawiasto- skalista depresja opadającą spod Skalnych Wrót. Depresją tą prowadził dawniej znakowany szlak turystyczny od Schroniska pod Szarotką na Skalne Wrota. Najtrudniejsze miejsca ubezpieczone były klamrami i łańcuchami. Po zlikwidowaniu szlaku klamry i łańcuchy zdemontowano.
W prawej stronie (patrząc od dołu) Astrowej Ściany znajduje się głęboko wcięty i pochylony w prawo komin, po lewej stronie ograniczony pasem płyt ciągnących się przez całą wysokość ściany. Kominem i lewą stroną płyt poprowadzono trzy drogi wspinaczkowe, w tym dwie bardzo trudne (pierwsze przejścia Jan Matava, 1994–1995). Obecnie jednak obowiązuje tutaj zakaz wspinania się – jest to obszar ochrony ścisłej Tatrzańskiego Parku Narodowego.

## Drogi wspinaczkowe
1. Cesta Kominom (kominem w prawej części ściany); V w skali tatrzańskiej, A0,
2. Lewym ograniczeniem Siwych Płyt; VII+,
3. Środkiem ściany; VIII+[2].